# Ramón Sixto Ríos
Ramón Sixto Ríos, (Federación, 6 de agosto de 1913- Buenos Aires, 25 de diciembre de 1994), fue un músico y guitarrista de Argentina, conocido por haber compuesto la canción "Merceditas", una de las más populares de la historia de la música folklórica de Argentina. Ríos también compuso otros temas como "Qué linda estabas", "María Elvira", etc.

## Biografía
Nació el 6 de agosto de 1913 en Federación (Entre Ríos), migró a la ciudad de Buenos Aires en la década de 1930. En 1939 conoció a Mercedes Strickler (1916-2001), Merceditas, una joven campesina residente en la zona rural aledaña al pueblo de Humboldt, provincia de Santa Fe, donde había ido con una compañía de teatro. Ramón y Merceditas mantuvieron un noviazgo formal durante dos años, principalmente por carta, debido a que ambos continuaron viviendo en Buenos Aires y Humboldt, respectivamente. En 1941, Ríos le propuso matrimonio a Mercedes, pero ella no aceptó dando por concluido el noviazgo. Ríos continuó enviándole cartas varios años más. Como consecuencia del dolor que le produjo ese amor no correspondido, Ríos compuso el chamamé "Merceditas", considerada junto a "Zamba de mi esperanza" como la más famosa de la música de raíz folklórica de Argentina y una de las trece más populares de la música popular de ese país, cuya letra ha sido traducida a nueve idiomas y el tema ha sido versionado por más de 90 intérpretes de distintas partes del mundo.
Ramón Ríos se casó con otra mujer pero su esposa falleció a los dos años. En sus últimos años, volvió a encontrarse con Mercedes Strickler, y volvió a proponerle matrimonio, aunque ella volvió a negarse. Falleció en Buenos Aires los 81 años y su última volundad fue legarle los derechos de autor de "Merceditas" a Mercedes Strickler.